# Wahpeton (Dakota del Nord)
Wahpeton è una città degli Stati Uniti d'America, capoluogo della Contea di Richland nello Stato del Dakota del Nord. In una stima del 2007 la popolazione era di 7.907 abitanti. La città è stata fondata nel 1869. È sede dell'area micropolitana omonima che comprende l'estremità sud-orientale del Dakota del Nord e una piccola parte del vicino Minnesota.

## Geografia fisica
Secondo i rilevamenti dell'United States Census Bureau, la località di Wahpeton si estende su una superficie di 12,90 km², tutti occupati da terre.

## Economia
Wahpeton è il centro più importante della regione ed è importante per la propria posizione, presso il confine di tre stati (Dakota del Nord, Dakota del Sud e Minnesota). Per quanto riguarda il settore dei trasporti la città è servita da due ferrovie, una linea di bus, cinque linee per autocarri, e un piccolo aeroporto.
Il North Dakota State College of Science ha la propria sede a Wahpeton. Il giornale locale si chiama Wahpeton Daily News.

## Popolazione
Secondo il censimento del 2000, a Wahpeton vivevano 8.586 persone, ed erano presenti 1.867 gruppi familiari. La densità di popolazione era di 663 ab./km². Nel territorio comunale si trovavano 3.492 unità edificate. Per quanto riguarda la composizione etnica degli abitanti, il 95,47% era bianco, lo 0,62% era afroamericano, il 2,41% era nativo, lo 0,43% proveniva dall'Asia e lo 0,03% proveniva dall'Oceano Pacifico. Lo 0,12% apparteneva ad altre razze, mentre lo 0,92% apparteneva a due o più. La popolazione di ogni razza ispanica corrispondeva allo 0,76% degli abitanti.
Le sei principali ascendenze degli abitanti sono: tedeschi (47,4%), norvegesi (28,4%), irlandesi (7,1%), svedesi (5,8%), francesi (4,0%) e inglesi (4,0%).
Per quanto riguarda la suddivisione della popolazione in fasce d'età, il 21,2% era al di sotto dei 18, il 24,1% fra i 18 e i 24, il 24,2% fra i 25 e i 44, il 17,5% fra i 45 e i 64, mentre il 13,0% era al di sopra dei 65 anni d'età. L'età media della popolazione era di 29 anni. Per ogni 100 donne residenti vivevano 109,8 maschi.